# Mohd Rizal Tisin
Mohd Rizal Tisin (* 20. Juni 1984 in Klang) ist ein Radsporttrainer und ehemaliger malaysischer Bahnradsportler.

## Sportliche Laufbahn
Ab 2006 war Mohd Rizal Tisin international bei Bahnradsport-Wettbewerben aktiv. 2008 nahm er an den Olympischen Spielen in Peking teil und belegte gemeinsam mit Josiah Ng und Azizulhasni Awang im Teamsprint Platz sieben.
Bei den UCI-Bahn-Weltmeisterschaften 2009 in Pruszków errang Tisin die Bronzemedaille im 1000-Meter-Zeitfahren, nachdem er schon beim Weltcuprennen Anfang des Jahres in Peking das Zeitfahren gewonnen hatte. Im Oktober 2010 wurde er bei den Commonwealth Games in Delhi Zweiter über den Kilometer und Dritter im Teamsprint. Insgesamt dreimal wurde er Asienmeister, im Teamsprint sowie im 1000-Meter-Zeitfahren.
Sowohl bei den Bahn-Weltmeisterschaften als auch bei den Commonwealth Games war Tisin der erste Bahnradsportler aus Malaysia, dem der Sprung auf das Podium gelang. 2012 startete er für das malaysische YSD Track Team. 2013 errang er Gold im 1000-Meter-Zeitfahren bei den asiatischen Radsportmeisterschaften. Im Jahr darauf zog er sich aus der Nationalmannschaft für die Asienspiele zurück, da seine Form nicht genug sei. Anschließend beendete er seine sportliche Laufbahn. 2018 wurde er Nationaltrainer von Singapur für Bahn und Straße, 2025 wechselte er zum Thailändischen Radsportverband.

## Erfolge
2009
- Weltmeisterschaft – 1000-Meter-Zeitfahren
- Bahnrad-Weltcup in Peking – 1000-Meter-Zeitfahren
- Asiatische Meisterschaft – Teamsprint (mit Azizulhasni Awang und Mohd Edrus Yunus)

2010
- Commonwealth Games – 1000-Meter-Zeitfahren
- Commonwealth Games – Teamsprint (mit Josiah Ng und Azizulhasni Awang)

2011
- Asiatische Meisterschaft – 1000-Meter-Zeitfahren
- Asiatische Meisterschaft – Teamsprint (mit Mohd Edrus Yunus und Josiah Ng)

2012
- Asiatische Meisterschaft – Teamsprint (mit Mohd Edrus Yunus und Josiah Ng)

2013
- Asiatische Meisterschaft – 1000-Meter-Zeitfahren